# 2020-as égei-tengeri földrengés
A 2020-as égei-tengeri földrengés egy 7,0-s magnitúdójú földrengés volt 2020. október 30-án a görög Számosz szigetétől mintegy 14 km-re északkeletre. Számoszon épületek rongálódtak meg, Karlovasi Száz Ímária-temploma pedig nagyrészt összeomlott. İzmir tartományban Bayraklı és Bornova területén több ház összedőlt. A közösségi média felületein olyan posztok jelentek meg, melyeken emberek mennek át az összedőlt épületeken.

## A földrengés
Az Eurázsiai-lemezen belül sekély kéregmélységben lezajlott normál vetődés eredményezte a földrengést az Égei-tenger keleti részén. A földrengés körülbelül 250 km-re északra pattant ki a legközelebbi lemezhatártól, ahol az Afrikai-lemez mozog észak felé az Eurázsiai-lemezhez képest mintegy 10 mm/év sebességgel, ebből kifolyólag az esemény lemezen belüli földmozgás volt. A földrengés után Törökországban 114 utórengést mértek.

## Cunami
A közösségi médiában sok olyan fényképet lehet látni, melyeken a földrengés után víz folyik át az utakon és kikötőkön, Ugyanakkor cunami figyelmeztetést adtak ki Ikaria, Kosz, Chios és Számosz szigetére. Seferihisar is azon heéyek között van, melyeket érintett a cunami.

## Károk
Először Suleyman Soylu belügyminiszter azt mondta, Izmirben legalább hat ház megsérült, de Tunç Soyer, a város polgármestere a leomlott épületek számát 20 körülire tette. A görög hatságok szerint bár sérültek meg házak Számosz szigetén, több kár keletkezett Karlovasiban, ahol egy nagy templom részben összedőlt. İzmir Bayraklı és Bornova kerületeiben is dőltek össze épületek.

## Sebesültek
Október 30-án 2 ember meghalt, 10 pedig megsebesült Görögországban, miközben Törökországban 17-en meghaltak, és 709-en megsebesültek.

## Mentő munkálatok
Rögtön a földrengés után Fahrettin Koca török egészségügyi miniszter azt mondta, 40 mentőautó, 35 kutató-mentő csoport és két mentőhelikopter érkezett a helyszínre. Ekközben a honvédelmi minisztérium azt mondta, egyik repülőgépük elindult az Etimesgut Légi Bázisról, hogy az  AFAD tagjait és a csendőrség csapatait a helyszínre szállítsa. A Török Vörös Félhold rögtön a helyszínre küldött több csapatot is hat városból, hogy élelmiszerrel lássa el azokat, akiket érintett a földrengés.

## Nemzetközi reakciók
Azerbajdzsán, Franciaország és Izrael felajánlotta a támogatását az érintett országoknak. Hozzájuk csatlakozott a NATO és az Európai Unió.